# Amelia Van Buren

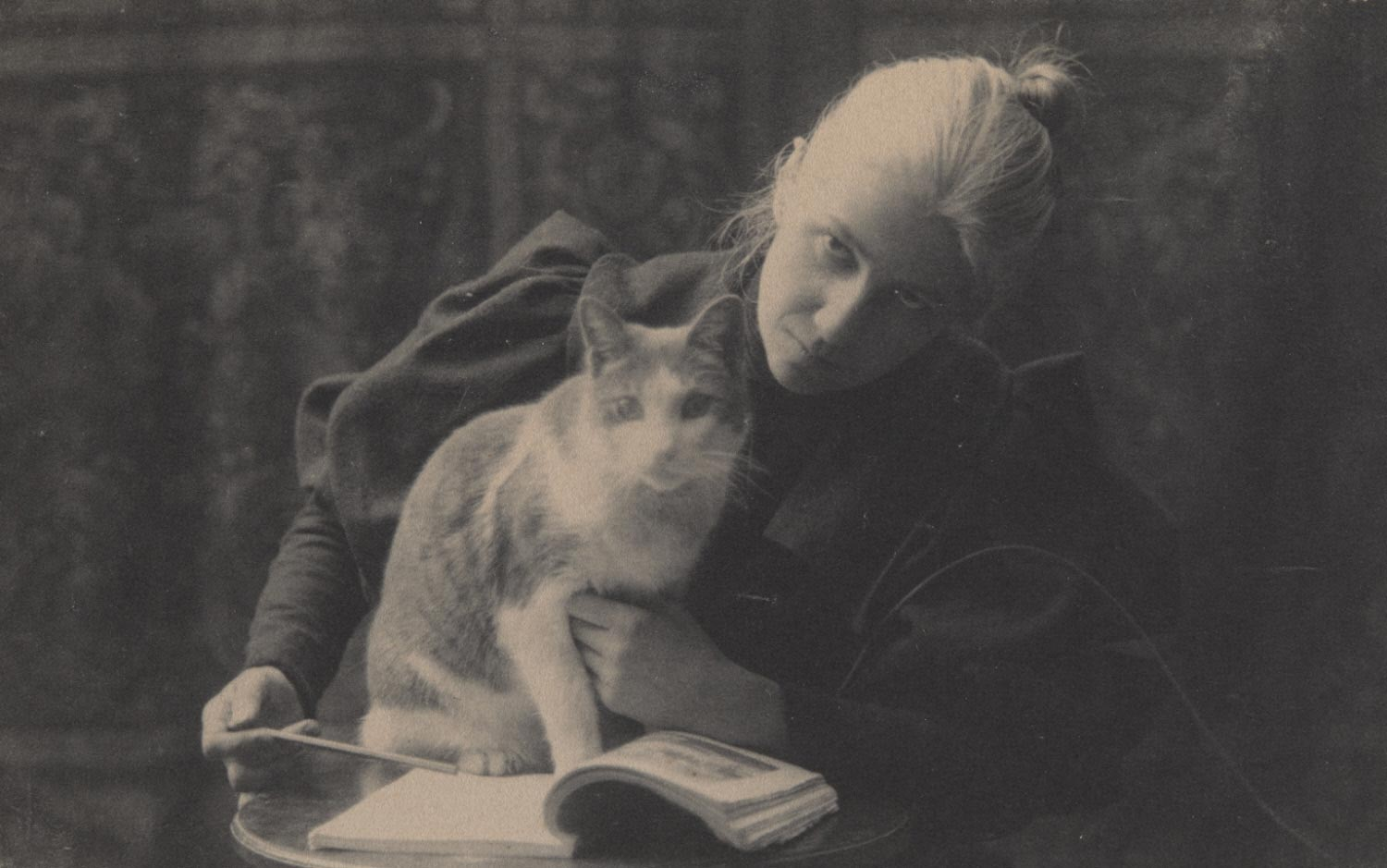
Amelia Van Buren With a Cat, Thomas Eakins zugeschriebene Fotografie (späte 1880er Jahre)

Amelia C. Van Buren (* ca. 1856 in Detroit, Michigan; † 1942 in Tryon, North Carolina) war eine amerikanische Fotografin, die vor allem für das Gemälde Miss Amelia Van Buren bekannt ist, das Thomas Eakins um 1891 von ihr anfertigte.

## Studentin an der Pennsylvania Academy of the Fine Arts

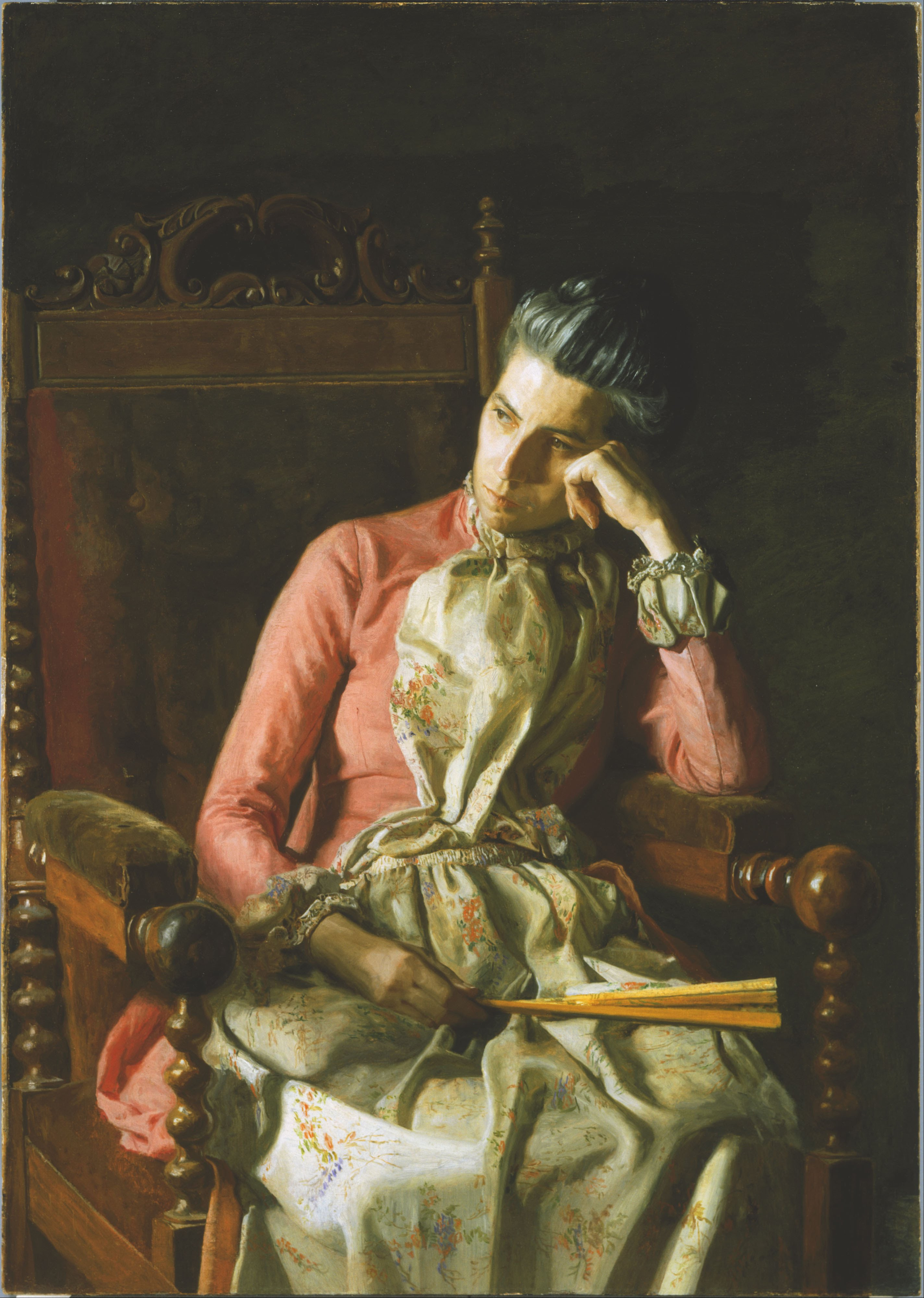
Miss Amelia Van Buren von Thomas Eakins

Die Eltern Van Burens starben beide vor 1884, als sie begann, an der Pennsylvania Academy of the Fine Arts zu studieren. Bereits zuvor hatte sie seit mindestens vier Jahren ihre Kunst in Detroit ausgestellt.
Ihr Talent veranlasste Eakins, sie persönlich zu betreuen, was auch Unterricht im Aktzeichnen mit männlichen und weiblichen Modellen einschloss, der damals für Studentinnen als unschicklich galt. 1885/86 verbündeten sich mehrere ehemalige Studenten von Eakins – insbesondere Thomas Pollock Anshutz und Colin Campbell Cooper – um diesen von der Akademie zu entfernen. Sie wandten sich an das Unterrichtskomitee der Akademie und erhoben zahlreiche Vorwürfe gegen Eakins. Unter anderem beschuldigten sie ihn, Studentinnen, darunter auch Van Buren, als Aktmodelle eingesetzt zu haben. Große Entrüstung erregte auch der Vorwurf, dass Eakins auf eine Frage Van Burens zu Bewegungen des Beckens seine Hose ausgezogen habe, um die Bewegung zu demonstrieren. Eakins betonte später den rein professionellen Charakter dieser Handlung. Das Komitee ließ Eakins in dem Glauben, die Beschwerde gegen ihn sei von Van Buren erhoben worden, die zwischenzeitlich nach Detroit verzogen war, um sich von einer Nervenschwäche zu erholen. Dies war jedoch nicht der Fall; sie schätzte Eakins sehr, verteidigte ihn in den folgenden Jahren bei jeder Gelegenheit und war stolz darauf, Werke von ihm zu besitzen.
Nach ihrer Rekonvaleszenz kehrte Van Buren nach Philadelphia zurück und setzte die Studien bei Eakins nun an der Art Students’ League of Philadelphia fort. Auch danach standen Eakins und Van Buren noch jahrelang in engem Kontakt. Drei oder vier Jahre nach seiner Entlassung von der PAFA entstand das Gemälde Miss Amelia Van Buren.

## Nach der Akademiezeit
Über Leben und Schaffen Van Burens nach ihrer Akademieausbildung ist wenig bekannt; keines ihrer Gemälde ist erhalten.
Sie ging mit ihrer Studienkollegin Eva Watson-Schütze eine Bostoner Ehe ein. Beide eröffneten ein Atelier und eine Galerie in Atlantic City New Jersey, aber da Van Buren keine ästhetischen Kompromisse aus kommerziellen Gründen machen wollte, wandte sie sich der Fotografie zu. Beide Frauen waren anerkannte Künstlerinnen, die 1899 gemeinsam im Camera Club of Pittsburgh ausstellten, wo Van Buren Beachtung für ihre Porträts fand. Nach eigener Aussage war es ihr Ziel, Porträts zu schaffen, die „neben [denen von] Sargent, Watts und den anderen Meistern bestehen können“.
Man weiß, dass sie 1900, als sie einige Abzüge (darunter die „Frau mit Schleier“) an Frances Benjamin Johnston sandte, wieder nach Detroit gezogen war. Ihr von Eakins gemaltes Porträt befand sich in ihrem Besitz, vermutlich als Geschenk des Künstlers. 1927 verkaufte sie es an die Phillips Memorial Gallery. Zu dieser Zeit lebte sie in North Carolina.
Anfang der 1930er Jahre schrieb der erste Eakins-Biograf Lloyd Goodrich an sie, erhielt jedoch die Antwort, dass sie keine besonderen Erinnerungen an Eakins habe. Ihre letzten Jahre verbrachte sie in einer Künstlerkolonie in Tryon, North Carolina, wo sie 1942 starb.